# 6mm ARC
6毫米“先进步枪弹”（6mm Advanced Rifle Cartridge），简称6毫米ARC弹（6mm ARC），（非官方）也称6×38毫米弹，是由美国霍纳迪制造公司在2020年推出的一款6毫米（.243英寸）口径的无缘缩颈中央底火步枪子弹，用来为AR-15平台提供低后坐力的长距离高精度子弹。
6毫米弹头因为外形狭长拥有较高的截面密度和弹道系数，在飞行中能够更有效的抗衡空气阻力和侧向风吹，动能损耗也更慢。在2020年上市后，霍纳迪推出了三款弹头重量分别为103、105、108 gr（6.7、6.8、7.0 g）的厂装型号，厂方所公布的G1弹道系数分别是0.512、0.530和0.536。

## 与AR-15的兼容性
通常使用.223 Rem/5.56mm NATO的AR-15半自动步枪如果使用6毫米ARC弹就必须更换新枪管，同时改用为6.5mm Grendel设计的弹匣和枪栓。6毫米ARC也可以用在“迷你型”枪机的栓动步枪上。
在霍纳迪宣布推出6毫米ARC后，许多枪械制造商就宣布将推出与其兼容的步枪型号。

## 与其他弹药相比

### .223 Rem
与.223 Remington/5.56×45mm NATO相比，6毫米ARC的后坐力更大，但是弹头更重的同时枪口初速更高、外弹道更平直、受风偏移更少，长距离性能优越，也拥有更多的终端动能。

### .308 Win
与.308 Winchester/7.62×51mm NATO相比，6毫米ARC的后坐力更低、枪口初速更高、外弹道更平直、风偏更少。虽然6毫米ARC的枪口动能较低，但因为拥有更高的弹道系数，反而能在长距离外保持更多的终端动能和穿透力。

### 其它6毫米弹药
作为意图量产的厂弹，6毫米ARC与由6.5mm Grendel缩颈制成的6mm AR“野猫弹”十分相似。6毫米ARC的弹壳体积为大约2.20毫升（34格令水），在另外两款在桌台依托射击中很受欢迎的6毫米口径子弹——6mm PPC（2.10毫升，或32格令水）和6mm BR（2.50毫升，或38.5格令水）之间，但和6mm AR一样，6毫米ARC有着30度的壳肩斜角，可以在AR-15步枪内保证供弹的可靠性。
用于更大的AR-10平台上的6 mm XC、6.5×47mm Lapua、6.5×47mm Lapua、6mm Creedmoor和6.5mm Creedmoor等子弹有着更好的长距离弹道性能，但是后坐力更大，而且因为弹体长度无法在AR-15上使用。